# Eftertext
| Eftertext |
| --- |
| Utdrag ur eftertexten till Pink Floyd The Wall från 1982. - Betydelse – avslutande sekvens i film eller TV-program - Innehåll – en komplett listning av produktionsinformation - Se även – förtext |

En eftertext (även sluttext eller eftertexter) är en avslutande sekvens i en film eller TV-program med olika texter om produktionen. I eftertexten redovisas en komplett lista över de medverkande och övrig personal i filmen eller programmet. Utdrag ur den här listningen har tidigare presenterats under förtexten.

## Utformning
I en film eller TV-program avslutas visningen med eftertextens faktatexter om själva produktionen. Den kan jämföras med kolofonen i en bok.
En eftertext presenteras ofta genom ett rullande av en lång lista med all (till skillnad från förtextens faktautdrag av det viktigaste) produktionsinformation. Där ingår rollistan, inspelningspersonal, information om filmmusik, inspelningsplatser och övriga fakta om produktionen. I större filmproduktioner tar denna presentation flera minuter, vilket ger filmmakarna möjlighet att samtidigt spela upp en av filmens melodier. Under eftertexten syns ibland bild- eller filmklipp ur produktionen, bortklippta scener eller en avrundning av filmens slut.
Efter slutet på eftertexten (eller medan den rullar) presenteras ibland en eller flera humoristiska scener med anknytning till filmhandlingen. Eftersom många biobesökare då lämnat biosalongen, kan en sådan avslutande scen räknas som ett "påskägg".